# ستيبان هاوزر
ستيبان هاوزر Stjepan Hauser (من مواليد 15 يونيو 1986)،  والمعروف باسم هاوزر، هو عازف تشيلو كرواتي.

## حياته
ولد هاوزر في بولا في كرواتيا، لعائلة موسيقية حيث بدأ يتعلم الموسيقي.  تعزف والدته على الإيقاع، وتعمل أخته صحفية في بولا.
أنهى هاوزر دراسته الثانوية في رييكا، ودرس في زغرب لكنه أكمل دراسته الجامعية مع ناتاليا بافلوتسكايا في كلية ترينيتي للموسيقى (الآن ترينيتي لابان) في لندن. وأكمل دراساته العليا مع رالف كيرشباوم في الكلية الموسيقية الملكية الشمالية في مانشستر ومع برنارد جرينهاوس في الولايات المتحدة الأمريكية. 

## حياته المهنية
قام هاوزر بأداء عروضه في أكثر من 40 دولة، بما في ذلك ظهوره لأول مرة في قاعة ويغمور، وقاعة ألبرت الملكية، وأمستردام كونسيرت خيباو، ومركز ساوث بانك وغيرها الكثير.  
في أكتوبر 2006 اختير هاوزر لأداء حفل أقيم في قصر فيكيو في فلورنسا لصالح مستيسلاف روستروبوفيتش.   بعد هذا الظهور، تمت دعوة هاوزر للأداء في العديد من المهرجانات في أوروبا.
في ديسمبر 2007، عزف هاوزر أغنية كول نيدري مع متروبوليتان سينفونيا في حفل تكريمي مخصص لمستيسلاف روستروبوفيتش. 
بعد ذلك، واصل هاوزر الأداء والتسجيل كفنان منفرد، بما في ذلك تسجيله للكونشيرتو الأول للتشيلو للمؤلف الموسيقي البريطاني كريستوفر بول، والذي كتبه خصيصًا له.
في 11 يونيو 2009،أطلق هاوزر قناته على موقع يوتيوب، والتي وصلت منذ ذلك الحين إلى أكثر من 680 مليون مشاهدة بحلول سبتمبر 2022
في يناير 2011 قام هاوزر مع صديقه وزميله عازف التشيلو لوكا شوليتش بأداء أغنية مايكل جاكسون "سموذ كريمنال" والتي تم عزفها فقط على التشيلو. في غضون أيام قليلة، أصبح الفيديو الموسيقي ضجة كبيرة على موقع يوتيوب.   
تم إصدار ألبوم "هاوزر كلاسيك" Hauser Classic في 7 فبراير 2020، والذي يعزف فيه جنبًا إلى جنب مع أوركسترا لندن السيمفونية.
أثناء الحجر الصحي بسبب فيروس كورونا، لم يتمكن من القيام بجولة لدعم ألبومه المنفرد، أصدر هاوزر ثلاثة عروض عبر البث المباشر.
الأول - هاوزر: وحدنا معًا، تم إصداره في 27 أبريل 2020 وتم عرضه في أرينا بولا، في مسقط رأس ستيبان في بولا في كرواتيا في شبه جزيرة استريا.
الثاني بعنوان أيضًا هاوزر: وحدنا معًا، تم عرضه في حديقة كركا الوطنية، في شلالات كركا في وسط كرواتيا. تم إصدار الفيديو الثاني في 15 يونيو 2020 للاحتفال بعيد ميلاد الفنان الرابع والثلاثين.
الثالث بعنوان مرة أخرى هاوزر: وحدنا معًا، تم تسجيله في فورت لوفريناك في دوبروفنيك في كرواتيا، وهو معروف للعديد من المعجبين بمسلسل لعبة العروش.
تم عرض الألبوم هاوزر يعزف لموريكوني لأول مرة على YouTube في 27 أكتوبر 2020 

## التعاون
عمل هاوزر مع عازفي التشيلو مثل مستيسلاف روستروبوفيتش، برنارد جرينهاوس، هاينريش شيف، فرانس هيلمرسون، أرتو نوراس، إل فولو، رالف كيرشباوم، فالتر ديسبالج، فيليب مولر، توماس ديمينجا، يونج تشانغ تشو، راينهارد لاتزكو، كارين جورجيان، رويل ديلتينز وألكسندر إيفاشكين.
في أوائل عام 2011، سجل هاوزر ألبومًا مع زميله الكرواتي دامير أوربان. تم إصدار الألبوم الذي يحمل عنوان أوربان وهاوزر في صيف عام 2011.
أيضًا في ربيع عام 2011، سجل ألبومًا مع نجم البوب الكرواتي أوليفر دراجوييفيتش.
تم إصدار الألبوم دع الليل يعزف بهدوء في أكتوبر 2011. أيضًا في عام 2011، قاموا بأداء معًا في بولا.
في ذلك الخريف، بدأ مع زميله عضو تو تشيلوز لوكا شوليتش القيام بجولة كعضو في فرقة إلتون جون.
ومنذ ذلك الحين، قام بالعزف مع الفرقة مئات المرات، في جولة حول العالم، وفي لاس فيغاس في نيفادا، في حفل بيانو المليون دولار في الكولوسيوم في قصر القيصر.
في نوفمبر 2011، أصدر ألبومًا كلاسيكيًا آخر: برامز وبيتهوفن وبروخ للكلارينيت والتشيلو والبيانو، مرة أخرى مع السيدة ميسومي وعازفة الكلارينيت ليزلي كرافن.
وفي عامي 2018 و2019، أصدر هاوزر سلسلة من مقاطع الفيديو مع عازفة البيانو الأوزبكية الأمريكية لولا أستانوفا على وسائل التواصل الاجتماعي.

### ثلاثي جرينتش

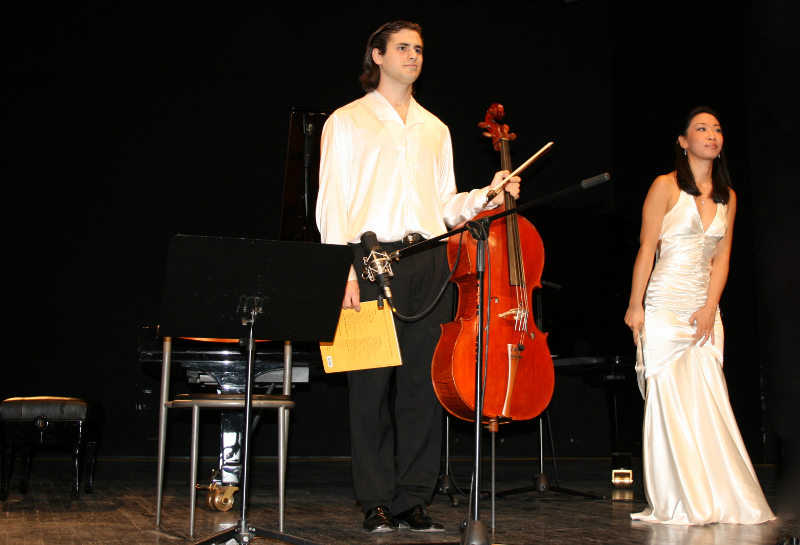
هاوزر مع يوكو ميسومي عازفة البيانو في فرقة ثلاثي جرينتش في عام 2009

كان هاوزر عضوًا في فرقة ثلاثي جرينتش مع عازفة الكمان السلوفينية لانا تروتوفسيك وعازفة البيانو اليابانية يوكو ميسومي. وصفه عازف التشيلو برنارد جرينهاوس بأنها "ثلاثي الفنون الجميلة الجديد".  فاز الثلاثي بسلسلة من الجوائز الأولى في المسابقات الدولية لموسيقى الحجرة في المملكة المتحدة وبلجيكا وإيطاليا.

### تو تشيلوز
تحت اسم تو تشيلوز سجل هاوزر وشوليتش ألبومًا مع شركة سوني ميوزك إنترتينمينت، والذي صدر في يوليو 2011 
في يناير 2012، ظهروا كضيوف موسيقيين خاصين في المسلسل التلفزيوني الشهير غلي على قناة Fox، حيث قاموا بأداء أغنية "سموذ كريمنال" في حلقة تكريم مايكل جاكسون. كانت هذه هي المرة الأولى التي يؤدي فيها ثنائي موسيقي عرضًا في مثل هذه المناسبة. 
في أواخر عام 2012 وأوائل عام 2013، تم إصدار ألبوم تو تشيلوز الثاني.
بعد إصدار الألبوم الثاني، أمضى هاوزر عدة سنوات في التجول، إما كعضو في تو تشيلوز أو مع إلتون جون. تم إصدار ألبوم ثالث في أوائل عام 2015 يسمى عالم التشيلو قبل جولة في الولايات المتحدة في 38 مدينة.
من عام 2014 حتى عام 2016، أدى هاوزر مع أوليفر دراجوييفيتش في خمس مناسبات على الأقل، بما في ذلك مهرجان سبليت 2014، مع ظهور لوكا شوليتش لفترة وجيزة للانضمام إليهم، في حفلات موسيقية مجانية في راكالج وفي كورتشولا، أيضًا في عام 2014، وكضيف في حفل الذكرى السنوية الخامسة لفرقة تو تشيلوز في ساحة توميسلاف في زغرب عام 2016.
تم تسجيل الألبوم الرابع لتو تشيلوز بعنوان "سكور" وهو عبارة عن مجموعة من موسيقى الأفلام، مع أوركسترا لندن السيمفونية وتم إصداره في عام 2017. وأقيم العرض المباشر الأول في ديسمبر 2016 في دار الأوبرا بسيدني (أستراليا). وتم إصدار الألبوم الخامس للفرقة بعنوان "ليكن تشيلو" في عام 2018.
بعد جولة تو تشيلوز في الولايات المتحدة لعام 2019، أخذ الثنائي استراحة لمدة عام للعمل على ألبومات كلاسيكية منفردة لـ سوني ميوزك والقيام بجولة فردية.

## روابط خارجية
- ستيبان هاوزر في Discogs
- الموقع الرسمي لـ هاوزر
- الموقع الرسمي تو تشيلوز
- قام هاوزر بتوسيع اختيار الموسيقى الكلاسيكية مع أوركسترا زغرب الفيلهارمونية، 2017.
- ستيبان هاوزر في قاعدة بيانات الأفلام على الإنترنت